# Texelstroom (schip, 2015)
De Texelstroom is een veerboot met een gas/diesel elektrische voortstuwing die vanaf september 2016 in dienst kwam om voor rederij TESO de verbinding tussen Texel en Den Helder te onderhouden.
De kiel van de veerboot werd gelegd op de werf van La Naval in Sestao in Spanje. In april 2016 liep het daar als casco van de helling en werd dat overgevaren naar het droogdok van Damen Shipyards, scheepsbouwer te Amsterdam. Daar werd het vanaf 20 april afgebouwd en op 18 juni 2016 werd het veerschip overgedragen aan veerdienst TESO. Die doopte het 'Texelstroom' bij de indienstname en na enkele proefvaarten werd de Texelstroom ingezet ter vervanging van de Schulpengat, die uit dienst ging. De Dokter Wagemaker nam hierbij de functie van reserveboot over van de Schulpengat, terwijl de Texelstroom alle reguliere afvaarten verzorgt.

Het schip is de tweede veerboot van TESO dat de naam Texelstroom voert. Van 1966 tot 1992 had de rederij een schip met dezelfde naam in de vaart.

## Schade tijdens storm Eunice
Op 18 februari 2022 liep het schip tijdens storm Eunice averij op tijdens het afmeren in de veerhaven in 't Horntje. Het onderwaterschip heeft schade opgelopen. Na reparatie kon het schip op 28 februari weer in gebruik worden genomen.